# Johann Baptist Homann
Johann Baptist Homann, född 20 mars 1664 i Oberkammlach, numera del av Kammlach, Bayern, död 1 juli 1724 i Nürnberg, var en tysk geograf och kartritare.

## Biografi
Homann flydde ur ett kloster till Nürnberg, där han övergick till protestantismen. Han var från 1691 verksam som notarie och ägnade på sin fritid åt koppargravyr och kartritning. Hans verk fick ett positivt mottagande och han grundade därför ett kartförlag 1702. Därifrån utsände han efter hand omkring 200 kartor, huvudsakligen kopior av nederländska eller franska original, bland dem en stor atlas, i 126 blad, över hela världen (1716) och Tabula novissima totius Germaniæ (fyra blad), de bästa av hans 17 originalkartor, samt fickglober och åtskilliga mekaniska konstverk. Den tysk-romerske kejsaren Karl VI utnämnde honom till kejserlig geograf.

## Kartgalleri

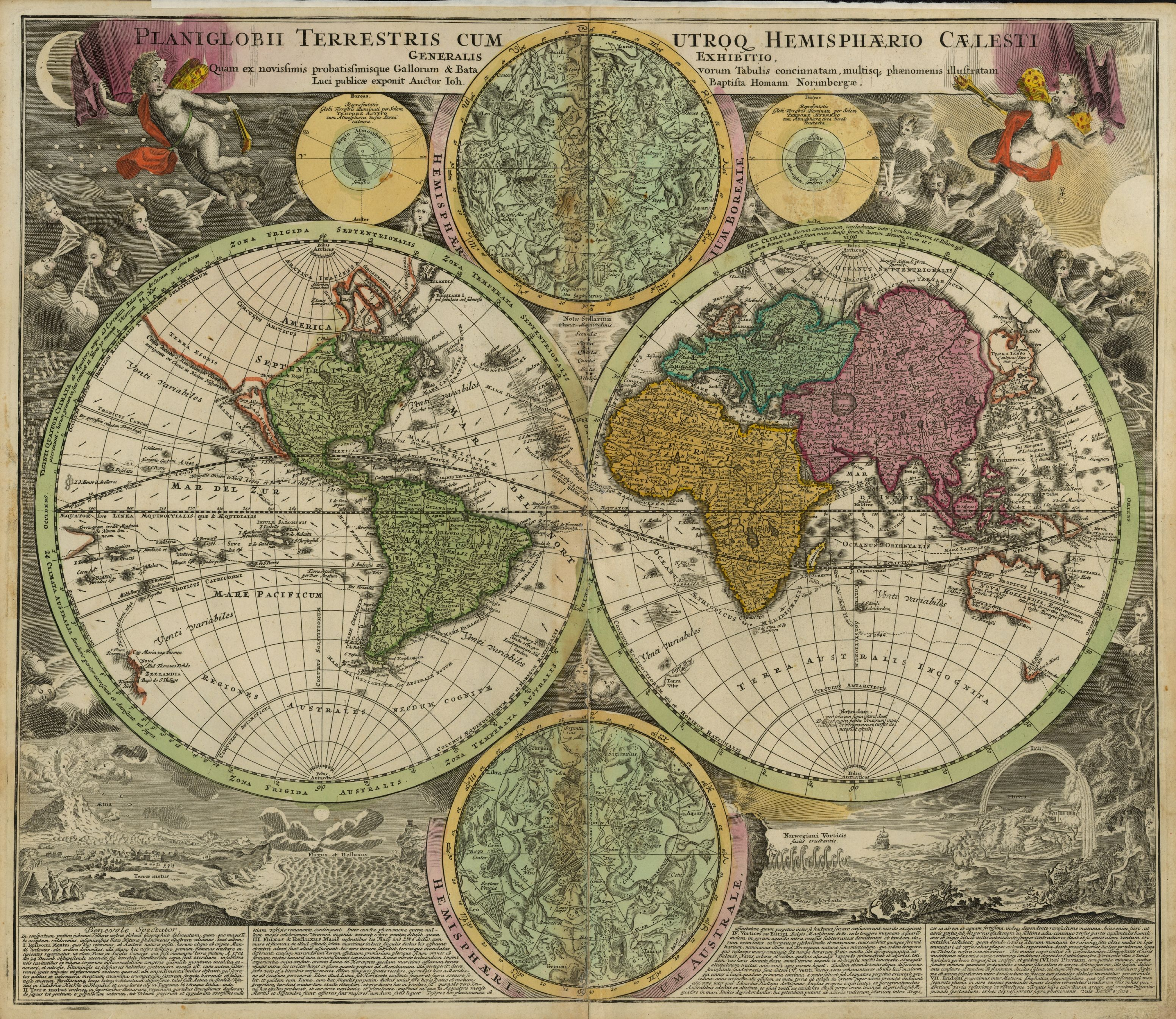
Världskarta (1707).
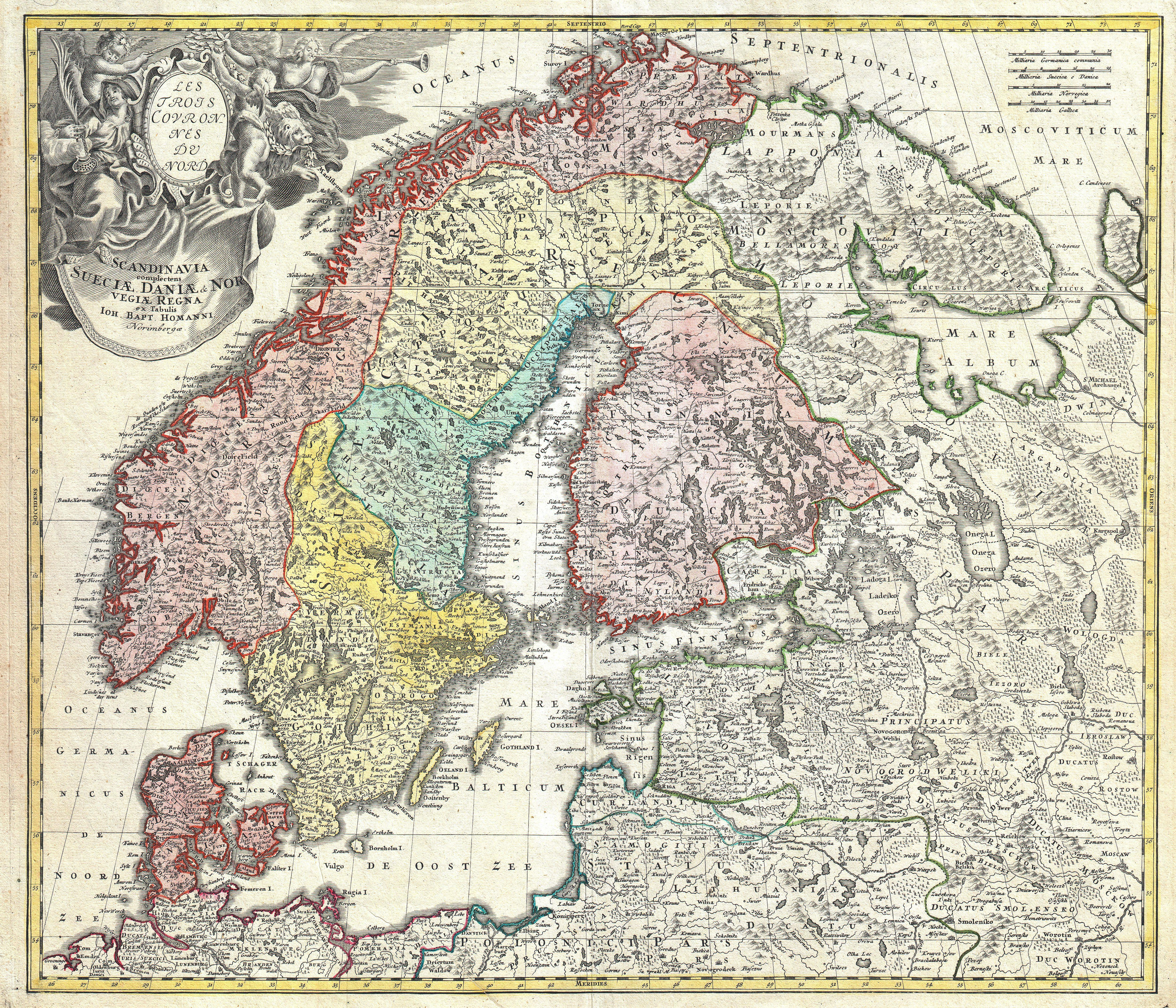
Sverige, Norge, Danmark, Finland och Baltikum (1730).
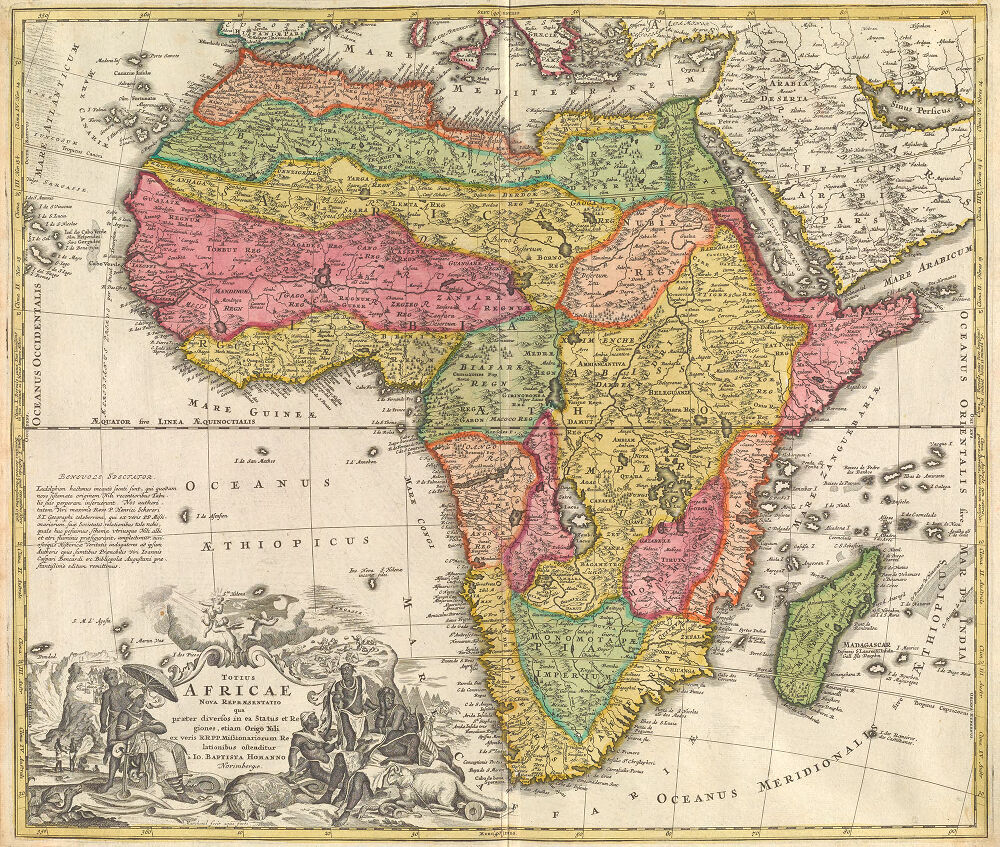
Afrika (1712).
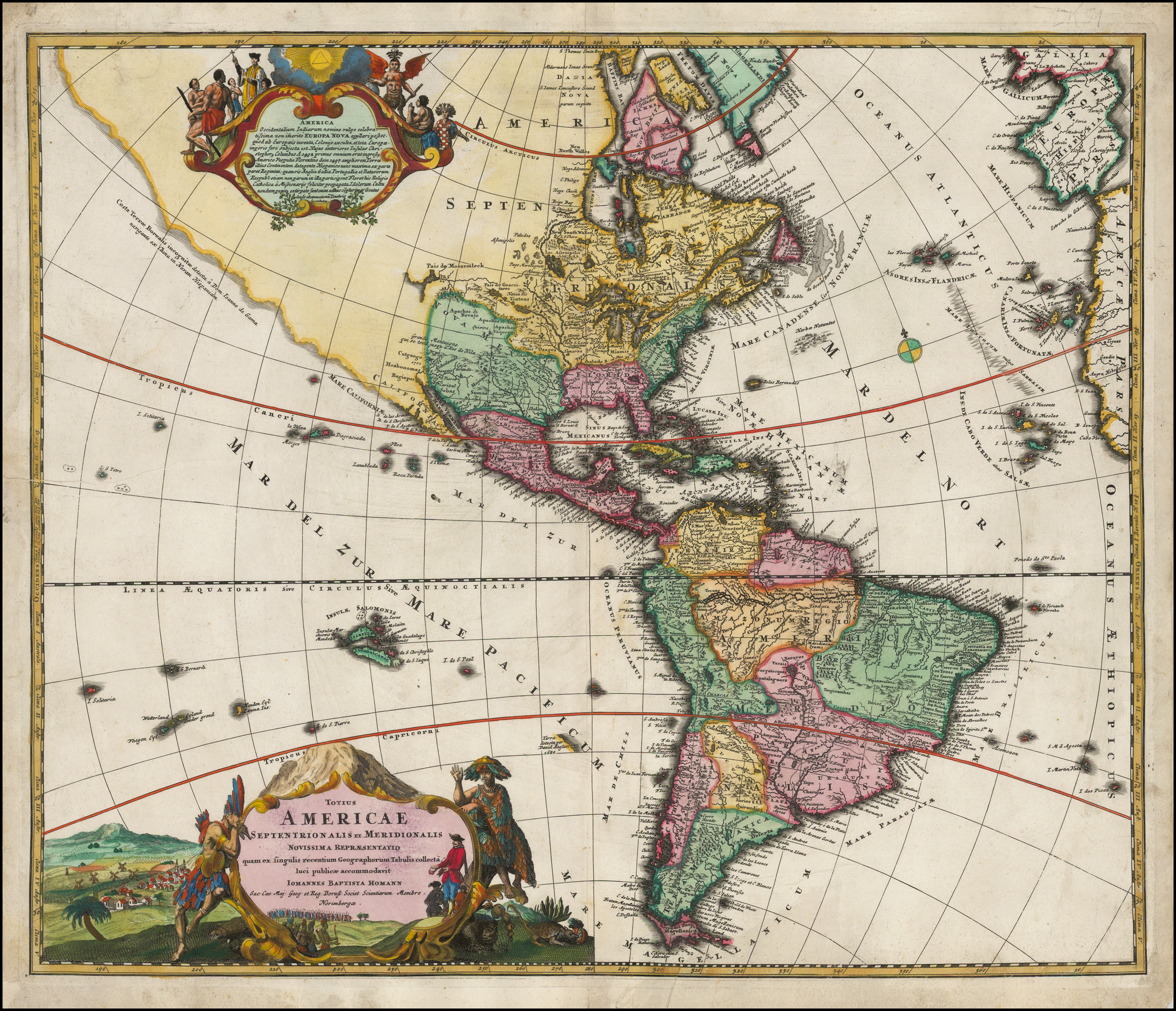
Nord- och Sydamerika (1720).
Asien (ca 1716).
Imperium Turcicum in Europa, Asia et Africa (ca 1702).